# جين دونالدسون
جين دونالدسون (بالإنجليزية: Gene Donaldson)‏ هو لاعب كرة قدم أمريكية ولاعب كرة قدم كندية أمريكي، ولد في 4 نوفمبر 1942 في برمنغهام في الولايات المتحدة، وتوفي في 7 سبتمبر 2002.

## وصلات خارجية
- جين دونالدسون على موقع مرجع كرة القدم المحترفة.كوم (الإنجليزية)
- جين دونالدسون على موقع JustSportsStats.com (الإنجليزية)